# Ivan Efremov
Pour les articles homonymes, voir Efremov.
Cet article concerne un paléontologue, géologue et écrivain de science-fiction soviétique. Pour l'haltérophile ouzbek, voir Ivan Efremov (haltérophilie).
Ivan Antonovitch Efremov (en russe : Иван Антонович Ефремов), né le 9 avril 1908 (22 avril 1908 dans le calendrier grégorien) à Vyritsa (village du gouvernement de Saint-Pétersbourg) et mort le 5 octobre 1972  à Moscou, est un paléontologue, géologue et écrivain de science-fiction soviétique d'origine russe. Lauréat d'un prix Staline  de 2e classe, pour son livre La Taphonomie et la chronique géologique en 1952. Il est enterré au cimetière de Komarovo.

## Formation et travaux scientifiques
Il est initié à la paléontologie en 1925, par le professeur Piotr Souchkine, directeur de la galerie de reptiles du musée géologique de Léningrad.
En 1932-1935, il fait les études en formation continue à l'École des mines de Saint-Pétersbourg.
Professeur et docteur en sciences biologiques (1940), il a reçu le prix Staline en 1952 pour ses travaux sur la taphonomie (c'est lui qui inventa le terme) et la chronologie géologique. Il a également décrit la faune de vertébrés du Permien Russe.

## Œuvres de fiction
Père de la science-fiction soviétique contemporaine, il lui donna un nouvel élan et contribua largement à son essor au début des années 1960.
L'auteur a été grandement influencé par ses lectures enfantines de Jules Verne, Conan Doyle, H. G. Wells ou J.-H. Rosny aîné. Il le dit d'ailleurs lui-même dans la préface de ses récits : « Dès l'enfance, je me passionnai pour les livres, pour le romantisme des voyages et des aventures, des phénomènes inexpliqués et des pays lointains. » Comme d'autres écrivains et explorateurs russes, pour ses expéditions paléontologiques, Ivan Efremov, en véritable chasseur de fossiles, a voyagé en Asie centrale et en Sibérie, ce qui lui a permis d'exhumer de nombreux fossiles de dinosaures, et a rassemblé certains de ses souvenirs de voyages dans une série de récits. Ses premières œuvres, écrites dans les années 1940, sont des nouvelles, et on y trouve déjà des récits d'anticipation politique.
Son utopie cosmo-politique, La Nébuleuse d'Andromède (1956-1957) et la contre-utopie L'Heure du Taureau (1968) sont des classiques de la littérature fantastico-philosophique. La Nébuleuse d'Andromède tente d'adapter les idées et idéaux communistes (en particulier sa vision de l'Homme, sans aucune ingérence du religieux) dans un univers de fiction qui en réaliserait la vision. L'Heure du Taureau décrit les tentatives pour mettre en place ce monde idéal.
L'écrivain a présenté un de ses livres, La Lame du rasoir (1959-1963) comme un "roman d'aventures". Dans ce roman, la découverte d'une couronne ancienne d'un métal inconnu et de son secret nous transportent de l'Union soviétique en Italie, en passant par l'Inde et l'Afrique, tout en se concentrant, à travers les préoccupations du héros, sur les possibilités cachées  de l'Homme, sur la nature de la beauté. On doit également à Efremov quelques romans historiques, comme Taïs Afinskaïa (1971), qui parle de l'époque d'Alexandre le Grand, ou Velikaya Douga dont la seconde partie, Aux confins de l'œcumène (paru en 1949) a été traduite en français et évoque la Grèce antique. Dans cette œuvre, le dispositif qui encadre la vision du passé de la Grèce, de l'Égypte et de l'Afrique noire dans une évocation contemporaine, permet à l'écrivain de proposer une sorte de "contrat de lecture" tout particulier : le savant qui s'adresse dans un musée à un marin et à son amie, c'est bien sûr l'auteur lui-même s'adressant au lecteur ; il définit ainsi une lecture idéale, dans laquelle le plaisir de la rêverie et celui du savoir se mêlent harmonieusement : sans conflit.
C'est retrouver là le modèle des auteurs qu'Ivan Efremov avait goûtés en tant qu'enfant : ceux de Jules Verne et de sir Arthur Conan Doyle bien sûr, mais aussi ceux, qu'il connaissait peut-être, de Cutcliffe Hyne (The Lost Continent de cet auteur présente le même dispositif tout en encadrant l'imaginaire romanesque par une exploration scientifique) et de Henry Rider Haggard (pour l'imaginaire antique, certes plus fantaisiste, et la rêverie sur la beauté éternelle - ici plus politique).

## Œuvres traduites en français

### Romans
- Aux confins de l'Œcumène (1949, Na kraiu oikumeny), Ed. du Progrès, 1979.
- La Nébuleuse d'Andromède (1957, Tumannosti Andromedy), trad. H. Lusternik, Ed. en langues étrangères, Moscou, 1959. Editions Rencontres, Chefs-d'œuvre de la SF n° 1, 1970. Ed. Eons, Coll Futurs (Ebook) n° 28, 2005. Ed. Eons, Coll Futurs n° 28, 2005.
- L'Heure du Taureau (1969, Chas Bika), Ed. en langues étrangères, Bibliothèque d'ouvrages d'anticipation scientifique, 19… Ed. L'Âge d'Homme, 1969.

### Récits
- Contes scientifiques (1953, Рассказы - Научная Фантастика), Ed. En langues étrangères, Bibliothèque d'ouvrages d'anticipation scientifique, 1954. - Ed. L'Âge d'Homme, 2009.

### Nouvelles
- Cor Serpentis (Le Cœur du serpent), trad. Louis Gaurin, inclus dans l'anthologie du même nom, comprenant également des nouvelles de Anatoli Dnéprov, Victor Saparine, Arcadi et Boris Strougatski, Valentina Jouravliova, Ed. en langues étrangères, Moscou, Ed. du Progrès, 19… Recueils, anthologies, omnibus...
- Olgoï-Khorkhoï (1943, Olgoï-Khorkhoï) in Récits - Contes scientifiques, Ed. En langues  étrangères, Bibliothèque d'ouvrages d'anticipation scientifique, 1954. in Le livre d'or : La Science-fiction soviétique, Pocket, Le Livre d'Or n° 5174, 1984.
- L'Ombre du passé (1954, ?) in Récits - Contes scientifiques, Ed. En langues étrangères, Bibliothèque d'ouvrages d'anticipation scientifique, 1954. in Opta, Revue Fiction n° 53, 1958. in Le brouillard du 26 octobre et autres récits sur la préhistoire, Gallimard, Coll. Folio Junior n° 172, 1981.
- L'Observatoire de Nour-i-Decht (?, ?) in Récits - Contes scientifiques, Ed. En langues étrangères, Bibliothèque d'ouvrages d'anticipation scientifique, 1954.
- La Corne blanche (?, ?) in Récits - Contes scientifiques, Ed. En langues étrangères, Bibliothèque d'ouvrages d'anticipation scientifique, 1954.
- La Roche sublunaire (?, ?) in Récits - Contes scientifiques, Ed. En langues étrangères, Bibliothèque d'ouvrages d'anticipation scientifique, 1954.
- Le Lac hanté (?, ?) in Récits - Contes scientifiques, Ed. En langues étrangères, Bibliothèque d'ouvrages d'anticipation scientifique, 1954.
- Les Vaisseaux du firmament (?, ?) "Звездные корабли" in Récits - Contes scientifiques, Ed. En langues étrangères, Bibliothèque d'ouvrages d'anticipation scientifique, 1954.
- Rencontre au-dessus du Tuscarora (?, ?) in Récits - Contes scientifiques, Ed. En langues étrangères, Bibliothèque d'ouvrages d'anticipation scientifique, 1954.

## Titres en russe
- Efremov I.A.: Rasskazy (1942 - 1965),
- "Zvezdnye korabli" (1944), "Na krayou Oïkoumeny" (1945-1946),
- "Doroga vetrov: gobiiskie zametki" (1955),
- "Toumannost' Andromedy" (1955-1956),
- "Serdtse Zmeï" (1958),
- "Lezvie britvy" (1959-1963) : Le Fil du rasoir
- "Tchas byka" (1968),
- "Taïs Afinskaïa" (1970-1971).

## Décorations
- Ordre du Drapeau rouge du Travail (1945, 1967)
- Ordre de l'Insigne d'honneur

## Adresses
- À Léningrad: 23 rue Rubinstein, appartement 4 (1921-1935)